# Trattato di Nairobi
Il Trattato di Nairobi sulla protezione del simbolo olimpico è un trattato internazionale, adottato a Nairobi il 26 settembre 1981 e firmato dall'Italia a Ginevra il 15 giugno 1983, che fornisce una sorta di diritto d'autore nei confronti del simbolo olimpico. L'articolo 1 del trattato sancisce che gli stati firmatari devono rifiutare o rendere nulli la registrazione come marchio oppure l'uso a fini commerciali del simbolo olimpico eccetto il caso in cui l'uso sia stato autorizzato dal Comitato Olimpico Internazionale (CIO). Eccezioni sono consentite ai sensi del trattato nei casi in cui il marchio sia stato registrato prima dell'entrata in vigore del trattato.

## Il simbolo olimpico
Nell'appendice del trattato è riportata un'immagine e una breve descrizione del simbolo olimpico. Esso è composto da cinque anelli, di colore blu, giallo, nero, verde e rosso, ordinati da sinistra a destra. È composto dai soli anelli olimpici, sia esso monocolore oppure a più colori. All'articolo 1 del trattato, il segno olimpico viene, però, definito facendo riferimento alla Carta del Comitato Olimpico Internazionale.

### Riferimenti normativi
- Legge 24 luglio 1985, n. 434 - Ratifica ed esecuzione del trattato di Nairobi concernente la protezione del simbolo olimpico, adottato a Nairobi il 26 settembre 1981 e firmato dall'Italia a Ginevra il 15 giugno 1983.